# The Magazine of Fantasy & Science Fiction
The Magazine of Fantasy & Science Fiction, generalmente conocida por su abreviatura F&SF, es una revista estadounidense de fantasía y ciencia ficción publicada por primera vez en 1949 por Fantasy House, una subsidiaria de Mercury Press, propiedad de Lawrence Spivak. Los editores Anthony Boucher y J. Francis McComas se habían acercado a Spivak a mediados de la década de 1940 para proponerle la creación de una publicación complementaria de la revista de fantasía que ya publicaba Spivak, Ellery Queen's Mystery Magazine. El primer número se tituló The Magazine of Fantasy, pero de inmediato se decidió incluir ciencia ficción además de fantasía, con lo que ya en el segundo número se cambió el título en ese sentido. La presentación de F&SF era muy diferente de las otras revistas de ciencia ficción del momento, la mayoría de las cuales estaban en formato pulp, y además carecía de ilustraciones de interior, sección de cartas al editor y el texto estaba en formato de columna única, lo que a juicio del historiador de la ciencia ficción Mike Ashley «diferenció a F&SF, dándole el aspecto y autoridad de una revista superior».
F&SF se convirtió rápidamente en una de las principales revistas del campo de la ciencia ficción y la fantasía, con una reputación de publicar material de alto nivel literario e incluir historias de mayor diversidad que sus competidoras. En sus primeros números se publicaron relatos tan conocidos como «Born of Man and Woman» (Nacido de hombre y mujer), de Richard Matheson, o Lo que el tiempo se llevó (Bring the Jubilee), de Ward Moore, una novela sobre una historia alternativa en la que los Confederados  ganaban la guerra civil estadounidense. McComas cesó por razones de salud en 1954, pero Boucher continuó como único editor hasta 1958, año en que ganó el Premio Hugo a la mejor revista profesional, una hazaña que su sucesor, Robert P. Mills, repitió en los dos años siguientes. Mills fue el encargado de publicar Flores para Algernon (Flowers for Algernon), de Daniel Keyes, El laberinto de la Luna (Rogue Moon), de Algis Budrys, Tropas del espacio (Starship Troopers), de Robert Heinlein y el primer relato de Invernáculo (Hothouse), de Brian W. Aldiss. Las portadas de los primeros números fueron en su mayor parte obra de George Salter, director artístico de Mercury Press, pero pronto se incorporaron obras de otros artistas, como Chesley Bonestell, Frank Kelly Freas y Ed Emshwiller.
Avram Davidson sucedió a Mills en 1962 y, cuando Davidson se marchó a finales de 1964, Joseph W. Ferman, que había comprado la revista de Spivak en 1954, asumió brevemente el puesto de editor, aunque su hijo, Edward L. Ferman, pronto comenzó a encargarse del trabajo editorial bajo la supervisión de su padre. A principios de 1966 Edward Ferman fue nombrado editor y cuatro años después adquirió la revista de su padre y trasladó las oficinas editoriales a su casa en Connecticut. Ferman permaneció como editor durante más de 25 años y publicó muchas historias bien recibidas, entre ellas «Ill Met in Lankhmar» (Aciago encuentro en Lankhmar), de Fritz Leiber, «Born with the Dead» (Nacidos con los muertos), de Robert Silverberg, o la serie La Torre Oscura (The Dark Tower), de Stephen King. En 1991 cedió el trabajo editorial a Kristine Kathryn Rusch, que comenzó a incluir más relatos del género del terror y fantasía oscura que durante la época de Ferman. A mediados de los años 1990, la circulación comenzó a declinar; la mayoría de las revistas estaban perdiendo suscriptores y F&SF no fue una excepción. Gordon Van Gelder reemplazó a Rusch en 1997, y compró la revista de Ferman en 2001, pero la tirada siguió cayendo, que por 2011 era inferior a 15 000 ejemplares. Charles Coleman Finlay asumió el puesto de Van Gelder como editor en 2015. Sheree Renée Thomas sucedió a Finlay, convirtiéndose en la décima editora de la revista en otoño de 2020.

## Historia editorial

### Lawrence Spivak
| Números de 1949 a 2017 | Números de 1949 a 2017 | Números de 1949 a 2017 | Números de 1949 a 2017 | Números de 1949 a 2017 | Números de 1949 a 2017 | Números de 1949 a 2017 | Números de 1949 a 2017 | Números de 1949 a 2017 | Números de 1949 a 2017 | Números de 1949 a 2017 | Números de 1949 a 2017 | Números de 1949 a 2017 |
| Invierno | Invierno               | Invierno               | Primavera              | Primavera              | Primavera              | Verano                 | Verano                 | Verano                 | Otoño                  | Otoño                  | Otoño                  |                        |
| | Ene                    | Feb                    | Mar                    | Abr                    | May                    | Jun                    | Jul                    | Ago                    | Sep                    | Oct                    | Nov                    | Dic                    |
| --- | ---------------------- | ---------------------- | ---------------------- | ---------------------- | ---------------------- | ---------------------- | ---------------------- | ---------------------- | ---------------------- | ---------------------- | ---------------------- | ---------------------- |
| 1949 |                        |                        |                        |                        |                        |                        |                        |                        |                        | 1/1                    |                        |                        |
| 1950 |                        |                        | 1/2                    |                        |                        |                        | 1/3                    |                        |                        | 1/4                    |                        | 1/5                    |
| 1951 |                        | 2/1                    |                        | 2/2                    |                        | 2/3                    |                        | 2/4                    |                        | 2/5                    |                        | 2/6                    |
| 1952 |                        | 3/1                    |                        | 3/2                    |                        | 3/3                    |                        | 3/4                    | 3/5                    | 3/6                    | 3/7                    | 3/8                    |
| 1953 | 4/1                    | 4/2                    | 4/3                    | 4/4                    | 4/5                    | 4/6                    | 5/1                    | 5/2                    | 5/3                    | 5/4                    | 5/5                    | 5/6                    |
| 1954 | 6/1                    | 6/2                    | 6/3                    | 6/4                    | 6/5                    | 6/6                    | 7/1                    | 7/2                    | 7/3                    | 7/4                    | 7/5                    | 7/6                    |
| 1955 | 8/1                    | 8/2                    | 8/3                    | 8/4                    | 8/5                    | 8/6                    | 9/1                    | 9/2                    | 9/3                    | 9/4                    | 9/5                    | 9/6                    |
| 1956 | 10/1                   | 10/2                   | 10/3                   | 10/4                   | 10/5                   | 10/6                   | 11/1                   | 11/2                   | 11/3                   | 11/4                   | 11/5                   | 11/6                   |
| 1957 | 12/1                   | 12/2                   | 12/3                   | 12/4                   | 12/5                   | 12/6                   | 13/1                   | 13/2                   | 13/3                   | 13/4                   | 13/5                   | 13/6                   |
| 1958 | 13/7                   | 14/2                   | 14/3                   | 14/4                   | 14/5                   | 14/6                   | 15/1                   | 15/2                   | 15/3                   | 15/4                   | 15/5                   | 15/6                   |
| 1959 | 16/1                   | 16/2                   | 16/3                   | 16/4                   | 16/5                   | 16/6                   | 17/1                   | 17/2                   | 17/3                   | 17/4                   | 17/5                   | 17/6                   |
| 1960 | 18/1                   | 18/2                   | 18/3                   | 18/4                   | 18/5                   | 18/6                   | 18/7                   | 19/2                   | 19/3                   | 19/4                   | 19/5                   | 19/6                   |
| 1961 | 20/1                   | 20/2                   | 20/3                   | 20/4                   | 20/5                   | 20/6                   | 21/1                   | 21/2                   | 21/3                   | 21/4                   | 21/5                   | 21/6                   |
| 1962 | 22/1                   | 22/2                   | 22/3                   | 22/4                   | 22/5                   | 22/6                   | 23/1                   | 23/2                   | 23/3                   | 23/4                   | 23/5                   | 23/6                   |
| 1963 | 24/1                   | 24/2                   | 24/3                   | 24/4                   | 24/5                   | 24/6                   | 25/1                   | 25/2                   | 25/3                   | 25/4                   | 25/5                   | 25/6                   |
| 1964 | 26/1                   | 26/2                   | 26/3                   | 26/4                   | 26/5                   | 26/6                   | 27/1                   | 27/2                   | 27/3                   | 27/4                   | 27/5                   | 27/6                   |
| 1965 | 28/1                   | 28/2                   | 28/3                   | 28/4                   | 28/5                   | 28/6                   | 29/1                   | 29/2                   | 29/3                   | 29/4                   | 29/5                   | 29/6                   |
| 1966 | 30/1                   | 30/2                   | 30/3                   | 30/4                   | 30/5                   | 30/6                   | 31/1                   | 31/2                   | 31/3                   | 31/4                   | 31/5                   | 31/6                   |
| 1967 | 32/1                   | 32/2                   | 32/3                   | 32/4                   | 32/5                   | 32/6                   | 33/1                   | 33/2                   | 33/3                   | 33/4                   | 33/5                   | 33/6                   |
| 1968 | 34/1                   | 34/2                   | 34/3                   | 34/4                   | 34/5                   | 34/6                   | 35/1                   | 35/2                   | 35/3                   | 35/4                   | 35/5                   | 35/6                   |
| 1969 | 36/1                   | 36/2                   | 36/3                   | 36/4                   | 36/5                   | 36/6                   | 37/1                   | 37/2                   | 37/3                   | 37/4                   | 37/5                   | 37/6                   |
| 1970 | 38/1                   | 38/2                   | 38/3                   | 38/4                   | 38/5                   | 38/6                   | 39/1                   | 39/2                   | 39/3                   | 39/4                   | 39/5                   | 39/6                   |
| 1971 | 40/1                   | 40/2                   | 40/3                   | 40/4                   | 40/5                   | 40/6                   | 41/1                   | 41/2                   | 41/3                   | 41/4                   | 41/5                   | 41/6                   |
| 1972 | 42/1                   | 42/2                   | 42/3                   | 42/4                   | 42/5                   | 42/6                   | 43/1                   | 43/2                   | 43/3                   | 43/4                   | 43/5                   | 43/6                   |
| 1973 | 44/1                   | 44/2                   | 44/3                   | 44/4                   | 44/5                   | 44/6                   | 45/1                   | 45/2                   | 45/3                   | 45/4                   | 45/5                   | 45/6                   |
| 1974 | 46/1                   | 46/2                   | 46/3                   | 46/4                   | 46/5                   | 46/6                   | 47/1                   | 47/2                   | 47/3                   | 47/4                   | 47/5                   | 47/6                   |
| 1975 | 48/1                   | 48/2                   | 48/3                   | 48/4                   | 48/5                   | 48/6                   | 49/1                   | 49/2                   | 49/3                   | 49/4                   | 49/5                   | 49/6                   |
| 1976 | 50/1                   | 50/2                   | 50/3                   | 50/4                   | 50/5                   | 50/6                   | 51/1                   | 51/2                   | 51/3                   | 51/4                   | 51/5                   | 51/6                   |
| 1977 | 52/1                   | 52/2                   | 52/3                   | 52/4                   | 52/5                   | 52/6                   | 53/1                   | 53/2                   | 53/3                   | 53/4                   | 53/5                   | 53/6                   |
| 1978 | 54/1                   | 54/2                   | 54/3                   | 54/4                   | 54/5                   | 54/6                   | 55/1                   | 55/2                   | 55/3                   | 55/4                   | 55/5                   | 55/6                   |
| 1979 | 56/1                   | 56/2                   | 56/3                   | 56/4                   | 56/5                   | 56/6                   | 57/1                   | 57/2                   | 57/3                   | 57/4                   | 57/5                   | 57/6                   |
| 1980 | 58/1                   | 58/2                   | 58/3                   | 58/4                   | 58/5                   | 58/6                   | 59/1                   | 59/2                   | 59/3                   | 59/4                   | 59/5                   | 59/6                   |
| 1981 | 60/1                   | 60/2                   | 60/3                   | 60/4                   | 60/5                   | 60/6                   | 61/1                   | 61/2                   | 61/3                   | 61/4                   | 61/5                   | 61/6                   |
| 1982 | 62/1                   | 62/2                   | 62/3                   | 62/4                   | 62/5                   | 62/6                   | 63/1                   | 63/2                   | 63/3                   | 63/4                   | 63/5                   | 63/6                   |
| 1983 | 64/1                   | 64/2                   | 64/3                   | 64/4                   | 64/5                   | 64/6                   | 65/1                   | 65/2                   | 65/3                   | 65/4                   | 65/5                   | 65/6                   |
| 1984 | 66/1                   | 66/2                   | 66/3                   | 66/4                   | 66/5                   | 66/6                   | 67/1                   | 67/2                   | 67/3                   | 67/4                   | 67/5                   | 67/6                   |
| 1985 | 68/1                   | 68/2                   | 68/3                   | 68/4                   | 68/5                   | 68/6                   | 69/1                   | 69/2                   | 69/3                   | 69/4                   | 69/5                   | 69/6                   |
| 1986 | 70/1                   | 70/2                   | 70/3                   | 70/4                   | 70/5                   | 70/6                   | 71/1                   | 71/2                   | 71/3                   | 71/4                   | 71/5                   | 71/6                   |
| 1987 | 72/1                   | 72/2                   | 72/3                   | 72/4                   | 72/5                   | 72/6                   | 73/1                   | 73/2                   | 73/3                   | 73/4                   | 73/5                   | 73/6                   |
| 1988 | 74/1                   | 74/2                   | 74/3                   | 74/4                   | 74/5                   | 74/6                   | 75/1                   | 75/2                   | 75/3                   | 75/4                   | 75/5                   | 75/6                   |
| 1989 | 76/1                   | 76/2                   | 76/3                   | 76/4                   | 76/5                   | 76/6                   | 77/1                   | 77/2                   | 77/3                   | 77/4                   | 77/5                   | 77/6                   |
| 1990 | 78/1                   | 78/2                   | 78/3                   | 78/4                   | 78/5                   | 78/6                   | 79/1                   | 79/2                   | 79/3                   | 79/4                   | 79/5                   | 79/6                   |
| 1991 | 80/1                   | 80/2                   | 80/3                   | 80/4                   | 80/5                   | 80/6                   | 81/1                   | 81/2                   | 81/3                   | 81/4 & 5               | 81/4 & 5               | 81/6                   |
| 1992 | 82/1                   | 82/2                   | 82/3                   | 82/4                   | 82/5                   | 82/6                   | 83/1                   | 83/2                   | 83/3                   | 83/4 & 5               | 83/4 & 5               | 83/6                   |
| 1993 | 84/1                   | 84/2                   | 84/3                   | 84/4                   | 84/5                   | 84/6                   | 85/1                   | 85/2                   | 85/3                   | 85/4&5                 | 85/4&5                 | 85/6                   |
| 1994 | 86/1                   | 86/2                   | 86/3                   | 86/4                   | 86/5                   | 86/6                   | 87/1                   | 87/2                   | 87/3                   | 87/4&5                 | 87/4&5                 | 87/6                   |
| 1995 | 88/1                   | 88/2                   | 88/3                   | 88/4                   | 88/5                   | 88/6                   | 89/1                   | 89/2                   | 89/3                   | 89/4&5                 | 89/4&5                 | 89/6                   |
| 1996 | 90/1                   | 90/2                   | 90/3                   | 90/4                   | 90/5                   | 90/6                   | 91/1                   | 91/2                   | 91/3                   | 91/4&5                 | 91/4&5                 | 91/6                   |
| 1997 | 92/1                   | 92/2                   | 92/3                   | 92/4                   | 92/5                   | 92/6                   | 93/1                   | 93/2                   | 93/3                   | 93/4&5                 | 93/4&5                 | 93/6                   |
| 1998 | 94/1                   | 94/2                   | 94/3                   | 94/4                   | 94/5                   | 94/6                   | 95/1                   | 95/2                   | 95/3                   | 95/4&5                 | 95/4&5                 | 95/6                   |
| 1999 | 96/1                   | 96/2                   | 96/3                   | 96/4                   | 96/5                   | 96/6                   | 97/1                   | 97/2                   | 97/3                   | 97/4&5                 | 97/4&5                 | 97/6                   |
| 2000 | 98/1                   | 98/2                   | 98/3                   | 98/4                   | 98/5                   | 98/6                   | 99/1                   | 99/2                   | 99/3                   | 99/4&5                 | 99/4&5                 | 99/6                   |
| 2001 | 100/1                  | 100/2                  | 100/3                  | 100/4                  | 100/5                  | 100/6                  | 101/1                  | 101/2                  | 101/3                  | 101/4&5                | 101/4&5                | 101/6                  |
| 2002 | 102/1                  | 102/2                  | 102/3                  | 102/4                  | 102/5                  | 102/6                  | 103/1                  | 103/2                  | 103/3                  | 103/4&5                | 103/4&5                | 103/6                  |
| 2003 | 104/1                  | 104/2                  | 104/3                  | 104/4                  | 104/5                  | 104/6                  | 105/1                  | 105/2                  | 105/3                  | 105/4&5                | 105/4&5                | 105/6                  |
| 2004 | 106/1                  | 106/2                  | 106/3                  | 106/4                  | 106/5                  | 106/6                  | 107/1                  | 107/2                  | 107/3                  | 107/4&5                | 107/4&5                | 107/6                  |
| 2005 | 108/1                  | 108/2                  | 108/3                  | 108/4                  | 108/5                  | 108/6                  | 109/1                  | 109/2                  | 109/3                  | 109/4&5                | 109/4&5                | 109/6                  |
| 2006 | 110/1                  | 110/2                  | 110/3                  | 110/4                  | 110/5                  | 110/6                  | 111/1                  | 111/2                  | 111/3                  | 111/4&5                | 111/4&5                | 111/6                  |
| 2007 | 112/1                  | 112/2                  | 112/3                  | 112/4                  | 112/5                  | 112/6                  | 113/1                  | 113/2                  | 113/3                  | 113/4&5                | 113/4&5                | 113/6                  |
| 2008 | 114/1                  | 114/2                  | 114/3                  | 114/4                  | 114/5                  | 114/6                  | 115/1                  | 115/2                  | 115/3                  | 115/4&5                | 115/4&5                | 115/6                  |
| 2009 | 116/1                  | 116/2                  | 116/3                  | 116/4&5                | 116/4&5                | 116/6&7                | 116/6&7                | 117/1&2                | 117/1&2                | 117/3&4                | 117/3&4                | 117/5                  |
| 2010 | 118/1&2                | 118/1&2                | 118/3&4                | 118/3&4                | 118/5&6                | 118/5&6                | 119/1&2                | 119/1&2                | 119/3&4                | 119/3&4                | 119/5&6                | 119/5&6                |
| 2011 | 120/1&2                | 120/1&2                | 120/3&4                | 120/3&4                | 120/5&6                | 120/5&6                | 121/1&2                | 121/1&2                | 121/3&4                | 121/3&4                | 121/5&6                | 121/5&6                |
| 2012 | 122/1&2                | 122/1&2                | 122/3&4                | 122/3&4                | 122/5&6                | 122/5&6                | 123/1&2                | 123/1&2                | 123/3&4                | 123/3&4                | 123/5&6                | 123/5&6                |
| 2013 | 124/1&2                | 124/1&2                | 124/3&4                | 124/3&4                | 124/5&6                | 124/5&6                | 125/1&2                | 125/1&2                | 125/3&4                | 125/3&4                | 125/5&6                | 125/5&6                |
| 2014 | 126/1&2                | 126/1&2                | 126/3&4                | 126/3&4                | 126/5&6                | 126/5&6                | 127/1&2                | 127/1&2                | 127/3&4                | 127/3&4                | 127/5&6                | 127/5&6                |
| 2015 | 128/1&2                | 128/1&2                | 128/3&4                | 128/3&4                | 128/5&6                | 128/5&6                | 129/1&2                | 129/1&2                | 129/3&4                | 129/3&4                | 129/5&6                | 129/5&6                |
| 2016 | 130/1&2                | 130/1&2                | 130/3&4                | 130/3&4                | 130/5&6                | 130/5&6                | 131/1&2                | 131/1&2                | 131/3&4                | 131/3&4                | 131/5&6                | 131/5&6                |
| 2017 | 132/1&2                | 132/1&2                |                        |                        |                        |                        |                        |                        |                        |                        |                        |                        |
| Números de The Magazine of Fantasy & Science Fiction de 1949 a 2017, en formato volumen/número. El subrayado indica que un número fue trimestral (p.e. «Otoño 1949») en lugar de mensual. Los colores indican el editor: Boucher y McComas, luego solo Boucher; Mills, Joseph Ferman, Edward Ferman, Rusch, van Gelder y Finlay. Los aparentes errores de numeración en enero de 1958 y julio de 1960 son correctos. |                        |                        |                        |                        |                        |                        |                        |                        |                        |                        |                        |                        |

La primera revista dedicada a la fantasía, Weird Tales, apareció en 1923; en 1926 le siguió Amazing Stories, la primera revista de ciencia ficción. Al final de la década de 1930, el género estaba floreciendo en Estados Unidos: casi veinte nuevas revistas de ciencia ficción y fantasía se lanzaron entre 1938 y 1941. Todas eran revistas pulp, lo que generalmente implicaba que, aunque ocasionalmente publicaran relatos de calidad, la mayor parte de las revistas ofrecían ficción mal escrita y fueron consideradas como basura por muchos lectores. En 1941 apareció Ellery Queen's Mystery Magazine, editada por Fred Dannay, que se centraba en el género de detectives; esta revista se publicó en formato digest, en lugar de pulp, y ofreció una mezcla de historias clásicas y nuevo material. Dannay intentó evitar la ficción sensacionalista que aparecía en las pulps y pronto hizo que la revista fuera un éxito.
A principios de la década de 1940, Anthony Boucher, un exitoso escritor de fantasía y ciencia ficción y también de historias de misterio, conoció a Dannay a través de su trabajo en el programa de radio Ellery Queen. Boucher también conoció a J. Francis McComas, un editor que compartió su interés por la fantasía y la ciencia ficción. En 1944, McComas y Boucher se interesaron por la idea de una revista de fantasía complementaria a Ellery Queen's Mystery Magazine, y trataron con Dannay al respecto. Dannay estaba interesado en la idea, pero había escasez de papel debido a las restricciones impuestas por la Segunda Guerra Mundial. Al año siguiente, Boucher y McComas sugirieron que la nueva revista podría usar el nombre de Ellery Queen, pero Dannay sabía poco acerca de la fantasía y sugirió que hablaran con Lawrence E. Spivak, el dueño de Mercury Press, que publicaba Ellery Queen's Mystery Magazine.

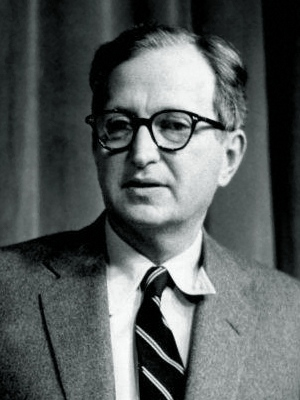
Lawrence Spivak en 1960.

En enero de 1946, Boucher y McComas fueron a Nueva York y se reunieron con Spivak, que les hizo saber que estaba interesado en su propuesta y llevarla adelante más tarde ese mismo año. A petición de Spivak, comenzaron a adquirir material para la nueva revista, incluida una nueva historia de Raymond Chandler, así como los derechos de reimpresión a las historias de H. P. Lovecraft, John Dickson Carr y Robert Bloch. Spivak tenía inicialmente previsto publicar el primer número (para el cual Boucher y McComas proponían el título Fantasy and Horror) a principios de 1947, pero retrasó repetidamente el lanzamiento debido a las pobres ventas en los quioscos de revistas digest. También sugirió que se fijara un precio de 35 centavos por número, más alto que el plan original, para garantizar un amortiguador financiero contra una posible escasez de ventas. En mayo de 1949, Spivak sugirió un nuevo título, The Magazine of Fantasy, y en agosto un comunicado de prensa anunció que la revista aparecería en octubre. El 6 de octubre de 1949, Spivak, Boucher y McComas celebraron un almuerzo en el Waldorf Astoria de Nueva York para conmemorar el centenario de la muerte de Edgar Allan Poe y para lanzar «una nueva antología periódica de fantasía». Entre los invitados estaban Carr, Basil Rathbone y Boris Karloff.
El primer número, publicado por Fantasy House, una subsidiaria de American Mercury, vendió 57 000 ejemplares, menos de lo esperado por Spivak, pero en noviembre dio a Boucher y McComas el visto bueno para otro número. El título se cambió a The Magazine of Fantasy & Science Fiction (casi siempre abreviado como F&SF por los fanes y los historiadores de la ciencia ficción) para reflejar en el nombre los contenidos de la revista. Las ventas del segundo número fueron lo suficientemente elevadas para que Spivak se comprometiera aún más, y el futuro de la revista se veía más seguro, a pesar de las dificultades causadas por el hecho de que tanto Boucher como McComas vivían en la costa oeste, mientras que las oficinas editoriales estaban en Nueva York. La salida de la revista se cambió a una periodicidad bimestral con el número de diciembre de 1950. La tarifa de pago a los autores en los primeros números era dos centavos por palabra, o 100 dólares para las obras cortas, que era competitiva con respecto a la de Astounding Science Fiction, por entonces la revista líder de la ciencia ficción. En 1953 la tarifa se incrementó a 3,5 centavos por palabra para los relatos de menos de 3000 palabras.
En 1951 McComas, que tenía un trabajo a tiempo completo como editor de F&SF, se vio obligado a reducir su carga de trabajo por razones de salud. Entonces Boucher se hizo cargo de la mayor parte de la lectura de obras y la edición, mientras que McComas revisó los resultados y de vez en cuando vetó algún relato. En agosto del año siguiente la periodicidad pasó a ser mensual. En 1954 Spivak vendió sus acciones en Mercury Press a su director general, Joseph W. Ferman; ese año también vio la salida de McComas, pues su salud se había deteriorado hasta el punto de que tuvo que renunciar por completo al puesto de editor.

### Los Ferman y Van Gelder
En 1957 Ferman lanzó una revista hermana, Venture Science Fiction, que tenía la intención de centrarse en una ficción más orientada a la acción que F&SF. Boucher fue incapaz de asumir el trabajo adicional, por lo que Robert P. Mills, que había sido el editor gerente de F&SF, se convirtió en editor de Venture, con Boucher en un papel consultivo. Más tarde ese mismo año Ferman le vendió Ellery Queen's Mystery Magazine a Bernard Davis, que dejara Ziff Davis para crear su propia empresa editorial. Ferman conservó F&SF, aunque Boucher la dejó, y Mills se convirtió en el editor de F&SF. Mills permaneció en el puesto durante más de tres años, dejándolo a finales de 1961 para dedicar más tiempo a trabajar como agente literario, y Ferman lo reemplazó con Avram Davidson, cuyo nombre apareció por primera vez en la mancheta con el número de abril de 1962. El hijo de Joseph Ferman, Edward, trabajó para la revista como editor asistente en la década de 1950, pero lo dejó en 1959 para adquirir experiencia en otros lugares; volvió en 1962 y trabajó a las órdenes de Davidson como editor jefe. En 1963 Ted White, que más tarde fue el editor de Amazing Stories, fue nombrado editor asistente, permaneciendo en la revista hasta 1968.
Davidson renunció al puesto de editor a finales de 1964 para dedicarle más tiempo a escribir, y fue reemplazado inicialmente por Joseph Ferman, que entregó el control a su hijo Edward en mayo de 1965, aunque la mancheta no reflejó el cambio hasta 1966. Cuatro años más tarde el Ferman más joven también asumió el control de la editorial de su padre, y trasladó las oficinas editoriales y de publicación a su casa en Cornwall (Connecticut). Su esposa, Audrey, era gerente de negocios, y Andrew Porter editor asistente. A principios de los años 1970, Ferman contactó con Sol Cohen, dueño de Amazing Stories y Fantastic Stories, dos revistas de ciencia ficción competidoras, sobre la posibilidad de comprárselas. Ferman estaba considerando unirlas en una sola revista y publicarlas junto a F&SF, pero Cohen decidió mantener ambos títulos.

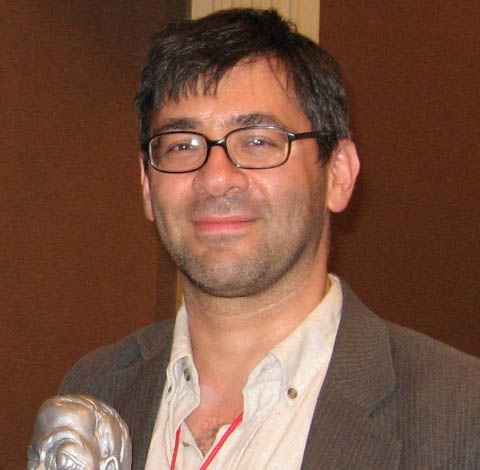
Gordon Van Gelder en 2007.

En 1969 la revista tenía un precio de 50 centavos; a finales de la década de 1970 el precio había subido a 1,25 dólares, aunque el número de páginas también aumentó, de 128 a 160 páginas. La tirada no sufrió, sino que aumentó de 50 000 a más de 60.000 ejemplares, en parte gracias a las campañas de suscripción mediante marketing directo de la empresa Publishers Clearing House, pero tal vez también porque la calidad de la revista se mantuvo constante a lo largo de la década. En palabras de Ashley, «F&SF entregó calidad mes tras mes»: el formato se mantuvo sin cambios, el calendario era fiable, y se mantuvo el mismo editor desde 1965 durante las siguientes dos décadas y más. Ferman logró mantener la tirada por encima de 50 000 y a veces más de 60 000 ejemplares durante la década de 1980, cuando la mayoría de las demás revistas estaban perdiendo suscriptores. Entregó el control a Kristine Kathryn Rusch en 1991, y a mediados de esa década la tirada comenzó a caer. En 1997 Gordon Van Gelder asumió el control como editor, y a partir del número de febrero de 2001 también de la editorial, al haber comprado la revista a Ferman. John Joseph Adams fue editor adjunto de Van Gelder desde 2001 hasta diciembre de 2009. Van Gelder no pudo detener la caída de la tirada, que en 2011 bajó a menos de 15 000 ejemplares. Van Gelder redujo la frecuencia de publicación de mensual a bimestral, aumentando el número de páginas y el precio. Charles Coleman Finlay coeditó el número de julio/agosto de 2014, y fue contratado en 2015 como editor a tiempo completo, comenzando con el número de marzo/abril de 2015. Sheree Renée Thomas fue contratada como editora a partir del número de marzo/abril de 2021.

## Detalles editoriales

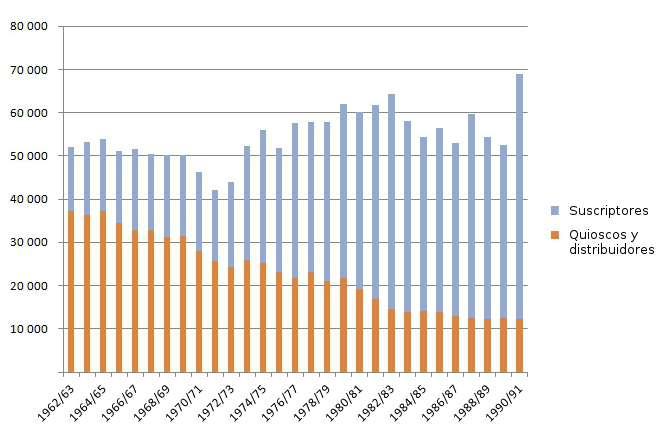
Tirada de la revista entre 1962 y 1990